# Freistroff
Freistroff – miejscowość i gmina we Francji, w regionie Grand Est, w departamencie Mozela.
Według danych na rok 1990 gminę zamieszkiwały 923 osoby, a gęstość zaludnienia wynosiła 63 osób/km² (wśród 2335 gmin Lotaryngii Freistroff plasuje się na 388. miejscu pod względem liczby ludności, natomiast pod względem powierzchni na miejscu 354.).